# Mairano (Casaletto Lodigiano)
Mairano è una frazione del comune lombardo di Casaletto Lodigiano.

## Geografia fisica

### Territorio e idrografia
Il territorio presenta un profilo geometrico molto regolare, con variazioni altimetriche quasi impercettibili; conseguentemente l'abitato ha un andamento plano-altimetrico pianeggiante. Confina con a nord con il comune di Cerro al Lambro, a est con San Zenone al Lambro, a ovest con il comune di Bascapè (Pavia) e a sud con Salerano sul Lambro. La frazione è in parte attraversata, nella parte orientale dal fiume Lambro, che crea un confine naturale con il comune di San Zenone al Lambro.

### Clima
Mairano si trova nella fascia climatica E con 2514 Gradi giorno.
Di seguito sono riportati i dati in base alla stazione meteorologica di Milano Linate.
| MILANO LINATE (1971-2000)       | Mesi         | Mesi         | Mesi        | Mesi        | Mesi        | Mesi        | Mesi        | Mesi        | Mesi        | Mesi        | Mesi        | Mesi        | Stagioni | Stagioni | Stagioni | Stagioni | Anno  |
| MILANO LINATE (1971-2000)       | Gen          | Feb          | Mar         | Apr         | Mag         | Giu         | Lug         | Ago         | Set         | Ott         | Nov         | Dic         | Inv      | Pri      | Est      | Aut      | Anno  |
| ------------------------------- | ------------ | ------------ | ----------- | ----------- | ----------- | ----------- | ----------- | ----------- | ----------- | ----------- | ----------- | ----------- | -------- | -------- | -------- | -------- | ----- |
| T. max. media (°C)              | 5,9          | 9,0          | 14,3        | 17,4        | 22,3        | 26,2        | 29,2        | 28,5        | 24,4        | 17,8        | 10,7        | 6,4         | 7,1      | 18,0     | 28,0     | 17,6     | 17,7  |
| T. min. media (°C)              | −0,9         | 0,3          | 3,8         | 7,0         | 11,6        | 15,4        | 18,0        | 17,6        | 14,0        | 9,0         | 3,7         | 0,1         | −0,2     | 7,5      | 17,0     | 8,9      | 8,3   |
| T. max. assoluta (°C)           | 21,7 (2000)  | 23,8 (1990)  | 27,3 (1997) | 26,8 (1997) | 32,0 (1997) | 35,4 (1996) | 37,2 (1983) | 37,1 (1998) | 33,0 (1983) | 30,4 (1997) | 21,4 (1998) | 18,1 (1991) | 23,8     | 32,0     | 37,2     | 33,0     | 37,2  |
| T. min. assoluta (°C)           | −14,4 (1985) | −12,8 (1991) | −7,4 (1971) | −2,4 (1973) | 1,2 (1991)  | 8,0 (1991)  | 10,1 (1974) | 8,4 (1972)  | 3,0 (1972)  | −2,3 (1973) | −6,0 (1983) | −9,9 (1981) | −14,4    | −7,4     | 8,0      | −6,0     | −14,4 |
| Giorni di calura (Tmax ≥ 30 °C) | 0            | 0            | 0           | 0           | 0           | 4           | 14          | 12          | 1           | 0           | 0           | 0           | 0        | 0        | 30       | 1        | 31    |
| Giorni di gelo (Tmin ≤ 0 °C)    | 18           | 13           | 4           | 1           | 0           | 0           | 0           | 0           | 0           | 0           | 5           | 16          | 47       | 5        | 0        | 5        | 57    |
| Precipitazioni (mm)             | 58,7         | 49,2         | 65,0        | 75,5        | 95,5        | 66,7        | 66,8        | 88,8        | 93,1        | 122,4       | 76,7        | 61,7        | 169,6    | 236,0    | 222,3    | 292,2    | 920,1 |
| Giorni di pioggia               | 7            | 5            | 7           | 8           | 9           | 8           | 5           | 7           | 6           | 8           | 6           | 6           | 18       | 24       | 20       | 20       | 82    |
| Giorni di nebbia                | 21           | 12           | 5           | 2           | 1           | 1           | 1           | 1           | 4           | 12          | 16          | 17          | 50       | 8        | 3        | 32       | 93    |
| Umidità relativa media (%)      | 83           | 75           | 70          | 72          | 72          | 71          | 70          | 72          | 74          | 80          | 83          | 84          | 80,7     | 71,3     | 71       | 79       | 75,5  |

## Società
A partire dagli anni settanta del XX secolo il territorio ha conosciuto una forte espansione edilizia.

### Religione
Il centro abitato è sede di una parrocchia della diocesi di Lodi, dedicata a Sant'Apollinare vescovo e martire.

## Storia
Prima del 1870 Mairano era un'entità amministrative autonoma. Si tratta del più antico teatro di insediamenti risalenti all'età del ferro tra le frazioni del comune di Casaletto Lodigiano, citata già in atti dell'ottavo secolo e appartenuta all'abbazia pavese di S. Pietro in Ciel d'Oro, poi ai Vistarini e ai Visconti. Il capoluogo comunale appare per la prima volta in documenti del XIII secolo come chiesa soggetta all'autorità della circoscrizione ecclesiastica di Salerano, a sua volta dipendente dalla diocesi laudense. Segue un lungo periodo privo di testimonianze documentali durato fino al XVII secolo, quando si ha notizia del passaggio del feudo nelle mani dei Masserati, dai quali fu trasferito ai Lurani fino all'eversione dei diritti feudali, verso la fine del Settecento. In passato, faceva parte del comune autonomo di Villarossa, che comprendeva anche Mairano. Nel 1870, Villarossa fu soppressa e aggregata al comune di Casaletto Lodigiano. La parrocchiale di Mairano, infine, è dedicata a Sant'Apollinare e risale al Settecento, periodo in cui venne abbandonato un precedente edificio di culto rovinato dalle acque del Lambro.

## Monumenti e luoghi d'interesse
La Chiesa Parrocchiale di Sant'Apollinare Vescovo e Martire dedicata a Sant'Apollinare, risale al Settecento ed è una delle principali testimonianze artistiche del territorio.
La Cascina Mairano, un complesso rurale situato in Piazza dei Caduti, con strutture portanti in muratura di mattoni e malta, tipiche dell'architettura rurale lombarda.
Il Monumento ai Caduti, situato in Piazza dei Caduti, è un monumento commemorativo dedicato ai caduti di Mairano.

## Economia
L'economia locale si basa principalmente sull'agricoltura, con produzioni di mais, grano e foraggi, e sull'allevamento di bovini da latte. Sono presenti anche attività nei settori dell'artigianato, del commercio e dell'industria, con piccole imprese nei settori estrattivo e manifatturiero.

## Infrastrutture e trasporti
Mairano è attraversata dalla SP 17 (la santangiolina) che consente il collegamento con gli altri paesi posti a sud.
Tranvia storica: Tra il 1881 e il 1931, Mairano ospitò una fermata della tranvia Melegnano-Sant'Angelo Lodigiano.
Il comune è servito da alcune autolinee suburbane.